# Asociación de Fútbol de San Martín
La Asociación de Fútbol de Sint Maarten es una asociación de clubes de fútbol de Sint Maarten (o «San Martín») y se encarga de la organización de competiciones nacionales e internacionales de fútbol, así como de los partidos disputados de su selección.
La Asociación de Fútbol de Sint Maarten fue fundada en 1979. No está afiliada a la FIFA, sino que es un miembro asociado de la CONCACAF desde 1998.